# 新酒幕駅
新酒幕駅（シンジュマクえき、신주막역）は、朝鮮民主主義人民共和国の鉄道駅である。黄海南道新院郡に位置している。